# Ministère de l'Éducation et de la Science (Russie)
Le ministère de l'Éducation et de la Science (en russe : Министерство образования и науки Российской Федерации) est l'institution responsable du domaine scientifique et de l'enseignement de la fédération de Russie créée le 9 mars 2004. En mai 2018, ce ministère a été divisé en deux ministères : l'un est le ministère de l'Éducation de la fédération de Russie (russe : Министерство просвещения Российской Федерации), l'autre est le ministère de la Science et de l'Enseignement supérieur de la fédération de Russie (Министерство науки и высшего образования Российской Федерации). 